# Chouday
Chouday ist eine französische Gemeinde mit 145 Einwohnern (Stand: 1. Januar 2022) im Département Indre in der Region Centre-Val de Loire; sie gehört zum Arrondissement Issoudun und zum Kanton Issoudun. Die Einwohner werden Choudayens genannt.

## Geographie
Chouday liegt an der Grenze zum Département Cher, etwa 33 Kilometer südwestlich von Bourges und etwa 35 Kilometer ostnordöstlich von Châteauroux. Umgeben wird Chouday von den Nachbargemeinden Issoudun im >Westen und Norden, Saint-Ambroix im Osten, Ségry im Südosten und Süden sowie Saint-Aubin im Süden und Südwesten.

## Bevölkerungsentwicklung
| Jahr                       | 1962 | 1968 | 1975 | 1982 | 1990 | 1999 | 2006 | 2013 | 2020 |
| Einwohner                  | 233  | 191  | 165  | 137  | 143  | 153  | 164  | 152  | 155  |
| Quellen: Cassini und INSEE |      |      |      |      |      |      |      |      |      |

## Sehenswürdigkeiten
- Kirche Saint-Martin aus dem 12. Jahrhundert, Umbauten bis in das 15. Jahrhundert, Monument historique seit 1914

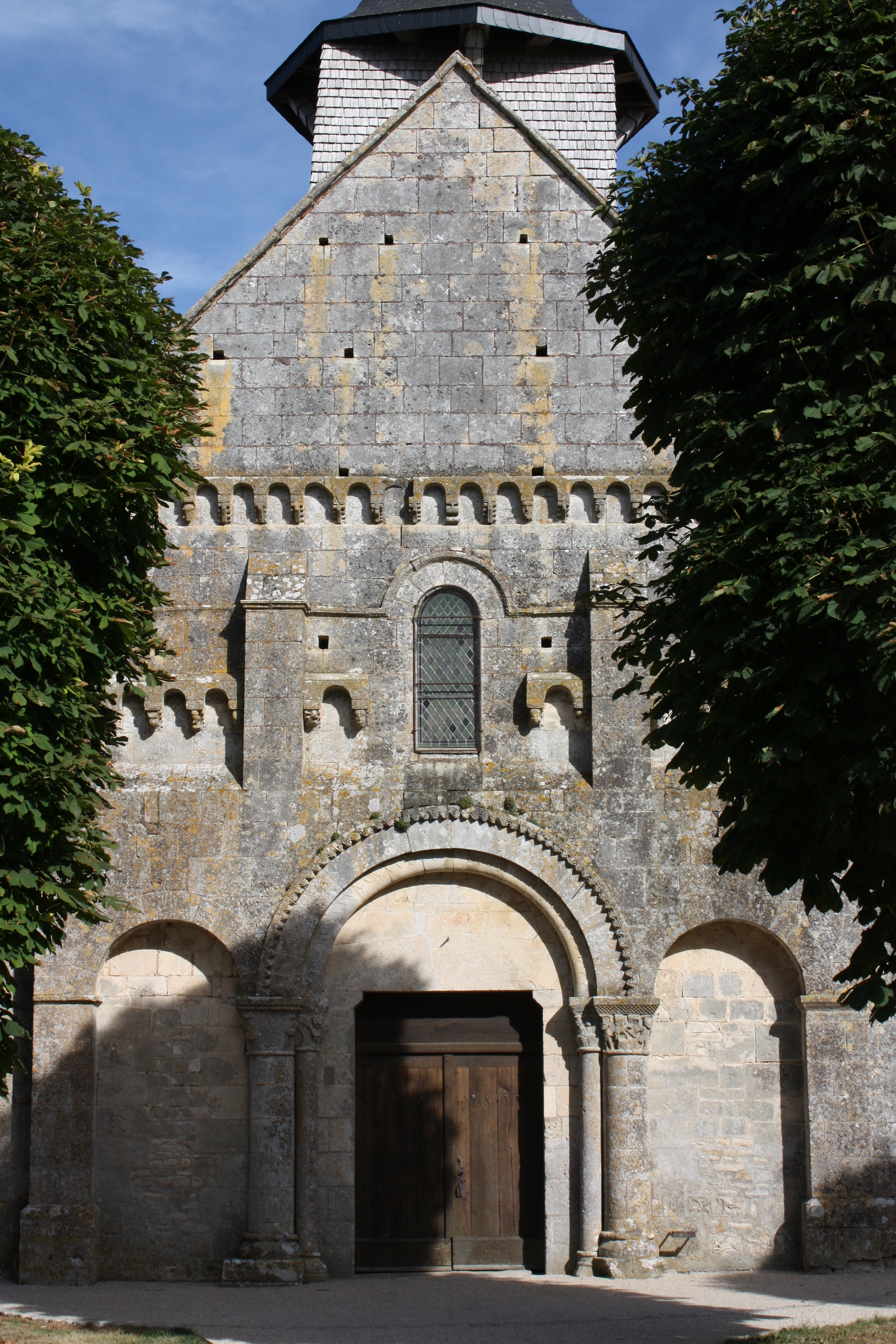
Portal der Kirche Saint-Martin